# Херальдино, Игнасио
Игнасио Херальдино Хиль (исп. Ignacio Jeraldino Jil; род. 6 декабря 1995[…], Льяйльяй, Вальпараисо) — чилийский футболист, нападающий клуба «Спортинг (Хихон)» и сборной Чили.

## Клубная карьера
Херальдино — воспитанник клуба «Унион Сан-Фелипе». 2 октября 2011 в матче против «Сантьяго Уондерерс» он дебютировал в чилийской Примере. В 2012 году команда вылетела из элиты, но Игнасио остался в клубе. 21 апреля 2013 года в поединке против «Депортес Ла-Серена» он забил свой первый гол за «Унион Сан-Фелипе». Летом 2014 года Херальдино на правах аренды перешёл в итальянскую «Парму», но за клуб так и не сыграл.
Летом 2015 года Игнасио на правах аренды присоединился к «Унион Ла-Калера». 26 июля в матче против «О’Хиггинс» он дебютировал за новую команду. 6 декабря в поединке против «Депортес Икике» Херальдино забил свой первый гол за «Унион Ла-Калеру».
Летом 2017 года Игнасио был отдан в аренду в «Аудакс Итальяно». 13 августа в матче против «Депортес Икике» он дебютировал за новую команду. 5 февраля 2018 года в поединке против «Уачипато» Игнасио забил свой первый гол за «Аудакс Итальяно».

## Международная карьера
В начале 2015 года Херальдино в составе молодёжной сборной Чили принял участие в молодёжном чемпионате Южной Америки в Уругвае. На турнире он сыграл в матчах против сборных Венесуэлы, УругваяБразилии и Колумбии.
В 2018 году в товарищеском матче против сборной Южной Кореи Херальдино дебютировал за сборную Чили.